# 圣尼济耶勒布舒
圣尼济耶勒布舒（法語：Saint-Nizier-le-Bouchoux，法語發音：[sɛ̃ nizje lə buʃu] ⓘ）是法国东部安省的一个市镇，属于布雷斯地区布尔格区。

## 地理
圣尼济耶勒布舒（46°27'35"N, 5°9'3"E）面积28.3 平方千米，位于法国奥弗涅-罗讷-阿尔卑斯大区安省，该省份为法国东部省份，北起汝拉省，西北接索恩-卢瓦尔省，西接罗讷省和里昂大都会，南至伊泽尔省，东与萨瓦省、上萨瓦省和瑞士接壤。
与圣尼济耶勒布舒接壤的市镇（或旧市镇、城区）包括：科尔莫、库尔特、屈尔西亚东加隆、莱舍鲁、芒特奈-蒙兰、瓦雷訥聖索沃爾。
圣尼济耶勒布舒的时区为UTC+01:00、UTC+02:00（夏令时）。

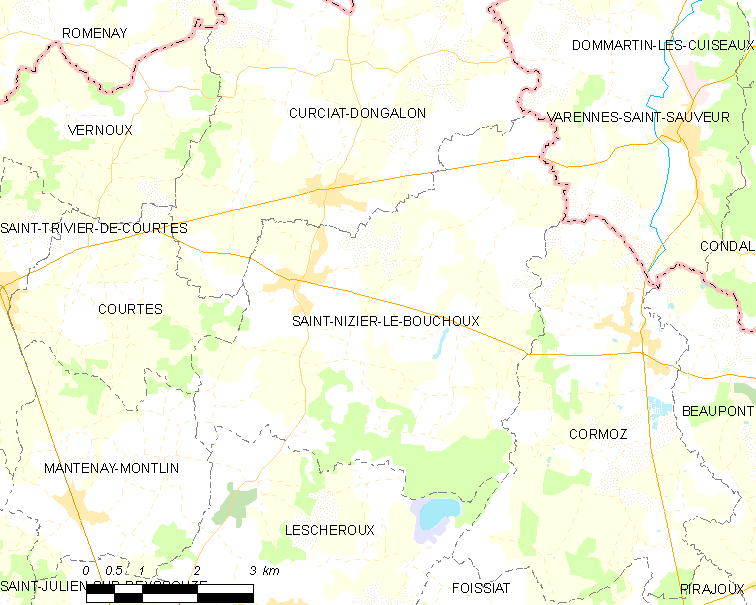
圣尼济耶勒布舒的OSM定位图

## 行政
圣尼济耶勒布舒的邮政编码为01560，INSEE市镇编码为01380。

## 政治
圣尼济耶勒布舒所属的省级选区为勒普隆日县。

## 人口

1962-2008年间圣尼济耶勒布舒人口变化图示

圣尼济耶勒布舒于2022年1月1日时的人口数量为589人。